# Jaidip Mukerjea
Jaidip Mukerjea est un joueur indien de tennis, né le 21 avril 1942 à Calcutta. Il a joué sur le circuit amateur à partir de 1959 puis sur le circuit professionnel de 1968 à 1975.
Il a joué pour l'équipe d'Inde de Coupe Davis, atteignant la finale en 1966, ce qui lui a valu un Arjuna Award, récompense décernée aux sportifs indiens. Il a fait partie des joueurs qui se sont le plus illustrés au sein de l'équipe, jouant pas moins de 97 matchs lors de ses 43 nominations entre 1960 et 1972. Il a formé un trio prolifique avec Premjit Lall et Ramanathan Krishnan. Il a été récompensé par l'ITF d'un Achievement Award en 2003 et d'un Davis Cup Commitment Award en 2013.
Il a été capitaine de l'équipe de Coupe Davis entre 1994 et 1999, puis des équipes de Pays-Bas et de Malaisie. Il est actuellement directeur de sa propre académie de tennis à Calcutta.

## Palmarès
- Internationaux de France : huitième de finale en 1965 et 1966
- Wimbledon : huitième de finale en 1963, 1964, 1966 et 1973
- US Open : huitième de finale en 1962
- Championnats d'Asie : vainqueur en 1966, 1968 et 1970
- Championnats d'Inde : vainqueur en 1959 (junior), 1966 et 1970
- 6 titres en simple (de niveau indéterminé)